# アフォンソ1世 (ブラガンサ公)
アフォンソ1世（Afonso I, 1377年8月10日 - 1461年12月15日）は、ポルトガルの貴族。初代ブラガンサ公（1442年 - 1461年）、第8代バルセロス伯（1401年 - 1461年）。アヴィス朝初代のポルトガル王ジョアン1世とイネス・ピレス・エステヴェス (pt:Inês Pires Esteves) の庶子で、ブラガンサ家の祖である。ドゥアルテ1世、コインブラ公ペドロ、エンリケ航海王子、サンティアゴ・ダ・エスパーダ騎士団総長ジョアンらの異母兄に当たる。同母妹に、イングランド貴族のアランデル伯トマス・フィッツアラン (Thomas FitzAlan, 12th Earl of Arundel) 、次いでエクセター公ジョン・ホランドと結婚したベアトリスがいる。

## 生涯
1401年にヌノ・アルヴァレス・ペレイラの娘ベアトリス・ペレイラ・デ・アルヴィム（Beatriz Pereira de Alvim, 1380年 - 1415年）と結婚する。1410年頃にアフォンソは聖地巡礼の旅に出、ポルトガルに地理的知識をもたらした。
義父のペレイラが修道院に隠棲した後、アフォンソは彼の財産とともに王権に対して挑戦的な新興貴族の指導者的地位を継承する。
弟のエンリケ航海王子と同じく、アフォンソはモロッコでの征服地を拡大する主戦派に属し、ドゥアルテ1世が6歳のアフォンソ5世を残して没した後は摂政である王母レオノールを支持した。1438年から1441年にかけてコインブラ公ペドロ、サンティアゴ・ダ・エスパーダ騎士団総長ジョアンらがレオノールに対して反乱を起こし、ペドロがアフォンソにブラガンサ公位を授爵し、いくつかの特権を与えることを条件に和解が成立し、反乱は収束した。成年に達したアフォンソ5世はブラガンサ公アフォンソの意見を受け入れるようになり、かつてコインブラ公ペドロとの争いに敗れた一派が再び宮廷内で力を持ち始める。1449年に反乱を起こしたコインブラ公ペドロが敗死した後、実権を握った。

## 家族
アフォンソ1世はベアトリスとの間に2男1女をもうけた。
- アフォンソ（Afonso, 1400年 - 1460年）
- イザベル（1402年 - 1465年） - ドゥアルテ1世の同母弟で叔父に当たるジョアン王子（レゲングシュ・デ・モンサラシュ領主）と結婚
- フェルナンド（1403年 - 1478年） - 第2代ブラガンサ公

のち、カスティーリャ王エンリケ2世の庶子アルフォンソ (pt:Alfonso) の娘コンスタンサと1420年に再婚したが、子供は生まれていない。